# Japan Open (9-Ball)
Die Japan Open (auch: All Japan Championship, All Japan Open Championship) sind ein jährlich ausgetragenes Poolbillardturnier in der Disziplin 9-Ball. Von 2012 bis 2015 wurde das Herrenturnier in der Disziplin 10-Ball gespielt.
Der Taiwaner Ko Pin-yi gewann das Turnier dreimal (2011, 2013 und 2016).
Die Japanerin Akimi Kajitani gewann das Damenturnier zweimal (2000 und 2013).

## Die Turniere im Überblick

### Herren
| Jahr | Austragungsort | Sieger           | Ergebnis          | Finalist         | Halbfinalisten     |
| ---- | -------------- | ---------------- | ----------------- | ---------------- | ------------------ |
| 2000 | Tokio          | Satoshi Kawabata |                   | Johnny Archer    | Kunihiko Takahashi |
| 2000 | Tokio          | Satoshi Kawabata | Akikumo Toshikawa | Johnny Archer    |                    |
| 2001 | Amagasaki      | Corey Deuel      |                   | Mika Immonen     | unbekannt          |
| 2001 | Amagasaki      | Corey Deuel      | unbekannt         | Mika Immonen     |                    |
| 2005 | nicht bekannt  | Efren Reyes      |                   | Rodolfo Luat     | Hidenobu Takanami  |
| 2005 | nicht bekannt  | Efren Reyes      | Masaaki Tanaka    | Rodolfo Luat     |                    |
| 2007 | nicht bekannt  | Wu Chia-Ching    |                   | Tōru Kuribayashi | Hayato Hijikata    |
| 2007 | nicht bekannt  | Wu Chia-Ching    | Ralf Souquet      | Tōru Kuribayashi |                    |
| 2008 | Amagasaki      | Mika Immonen     |                   | Ronato Alcano    | Antonio Gabica     |
| 2008 | Amagasaki      | Mika Immonen     | Naoyuki Ōi        | Ronato Alcano    |                    |
| 2010 | Amagasaki      | Thorsten Hohmann |                   | Ko Ping-chung    | Yukio Akakariyama  |
| 2010 | Amagasaki      | Thorsten Hohmann | Mika Immonen      | Ko Ping-chung    |                    |
| 2011 | Amagasaki      | Ko Pin-yi        |                   | Wu Jiaqing       | Chang Yu-Lung      |
| 2011 | Amagasaki      | Ko Pin-yi        | Hiroshi Takenaka  | Wu Jiaqing       |                    |
| 2012 | Amagasaki      | Chang Jung-Lin   |                   | Yang Ching-shun  | Johann Chua        |
| 2012 | Amagasaki      | Chang Jung-Lin   | Fu Che-wei        | Yang Ching-shun  |                    |
| 2013 | Amagasaki      | Ko Pin-yi        | 11:10             | Chang Jung-Lin   | Thorsten Hohmann   |
| 2013 | Amagasaki      | Ko Pin-yi        | 11:10             | Chang Jung-Lin   | Johann Chua        |
| 2014 | Amagasaki      | Raymund Faraon   | 11:8              | Naoyuki Ōi       | Li Hewen           |
| 2014 | Amagasaki      | Raymund Faraon   | 11:8              | Naoyuki Ōi       | Chang Yu-Lung      |
| 2015 | Amagasaki      | Johann Chua      | 11:7              | Ronato Alcano    | Shane van Boening  |
| 2015 | Amagasaki      | Johann Chua      | 11:7              | Ronato Alcano    | Han Haoxiang       |
| 2016 | Amagasaki      | Ko Pin-yi        | 11:3              | Jeffrey de Luna  | Thorsten Hohmann   |
| 2016 | Amagasaki      | Ko Pin-yi        | 11:3              | Jeffrey de Luna  | Cheng Yu-hsuan     |

### Damen
| Jahr | Austragungsort | Siegerin       | Ergebnis         | Finalistin       | Halbfinalistinnen |
| ---- | -------------- | -------------- | ---------------- | ---------------- | ----------------- |
| 2000 | Tokio          | Akimi Kajitani |                  | Kyoko Sone       | Chung Young-sook  |
| 2000 | Tokio          | Akimi Kajitani | Setsuko Kubota   | Kyoko Sone       |                   |
| 2001 | Amagasaki      | Liu Shin-mei   |                  | Allison Fisher   | unbekannt         |
| 2001 | Amagasaki      | Liu Shin-mei   | unbekannt        | Allison Fisher   |                   |
| 2005 | nicht bekannt  | Zhou Mengmeng  |                  | Miyuki Fuke      | unbekannt         |
| 2005 | nicht bekannt  | Zhou Mengmeng  | unbekannt        | Miyuki Fuke      |                   |
| 2007 | nicht bekannt  | Chang Shu-han  |                  | Akio Otani       | Fu Xiaofang       |
| 2007 | nicht bekannt  | Chang Shu-han  | Yu Han           | Akio Otani       |                   |
| 2008 | Amagasaki      | Pan Xiaoting   |                  | Chou Chieh-yu    | Chang Shu-han     |
| 2008 | Amagasaki      | Pan Xiaoting   | Chihiro Kawahara | Chou Chieh-yu    |                   |
| 2010 | Amagasaki      | Lin Hsiao-chi  |                  | Keiko Yukawa     | Chihiro Kawahara  |
| 2010 | Amagasaki      | Lin Hsiao-chi  | Maki Kimura      | Keiko Yukawa     |                   |
| 2011 | Amagasaki      | Chen Siming    |                  | Junko Mitsuoka   | Chan Ya-ting      |
| 2011 | Amagasaki      | Chen Siming    | Akimi Kajitani   | Junko Mitsuoka   |                   |
| 2012 | Amagasaki      | Chou Chieh-yu  |                  | Tan Ho-yun       | Maki Kimura       |
| 2012 | Amagasaki      | Chou Chieh-yu  | Li Jia           | Tan Ho-yun       |                   |
| 2013 | Amagasaki      | Akimi Kajitani | 9:7              | Chihiro Kawahara | Chou Chieh-yu     |
| 2013 | Amagasaki      | Akimi Kajitani | 9:7              | Chihiro Kawahara | Tsai Pei-jen      |
| 2014 | Amagasaki      | Wu Zhi-ting    | 9:3              | Liu Shasha       | Tsai Pei-jen      |
| 2014 | Amagasaki      | Wu Zhi-ting    | 9:3              | Liu Shasha       | Chihiro Kawahara  |
| 2015 | Amagasaki      | Kim Ga-young   | 9:2              | Chihiro Kawahara | Maki Kimura       |
| 2015 | Amagasaki      | Kim Ga-young   | 9:2              | Chihiro Kawahara | Makiko Takagi     |
| 2016 | Amagasaki      | Chen Ho-yun    | 9:8              | Chihiro Kawahara | Wei Tzu-chien     |
| 2016 | Amagasaki      | Chen Ho-yun    | 9:8              | Chihiro Kawahara | Chen Siming       |

## Japan Open
Neben den All Japan Open gab es ein weiteres Turnier, das Japan Open genannt wurde. Es wurde 2009 und 2010 in der New Pia Hall in Tokio ausgetragen.
Sieger dieses Turniers waren die Philippiner Francisco Bustamante und Ramil Gallego bei den Herren sowie die Taiwanerinnen Tan Hsiang-ling und Chou Chieh-yu bei den Damen. Chou Chieh-yu ist somit die einzige Spielerin, die sowohl die Japan Open, als auch die All Japan Open gewinnen konnte.
Das Preisgeld der Japan Open war deutlich niedriger als das der All Japan Open. Während 2010 bei den All Japan Open der Herren über 82.000 US-Dollar ausgeschüttet wurden, wovon der Sieger etwa 24.000 Dollar erhielt, erhielt der Sieger der Japan Open 2010 lediglich rund 17.000 US-Dollar Preisgeld, bei knapp 42.000 US-Dollar Gesamt-Preisgeld.
Bei den Damen wurden bei den Japan Open 2010 etwa 11.000 US-Dollar ausgeschüttet, die Siegerin erhielt davon rund 4.400 Dollar, bei den All Japan Open der Damen wurden 2010 hingegen über 21.000 US-Dollar ausgeschüttet, wovon die Siegerin etwa 7.000 Dollar erhielt.